# Helmar Krupp

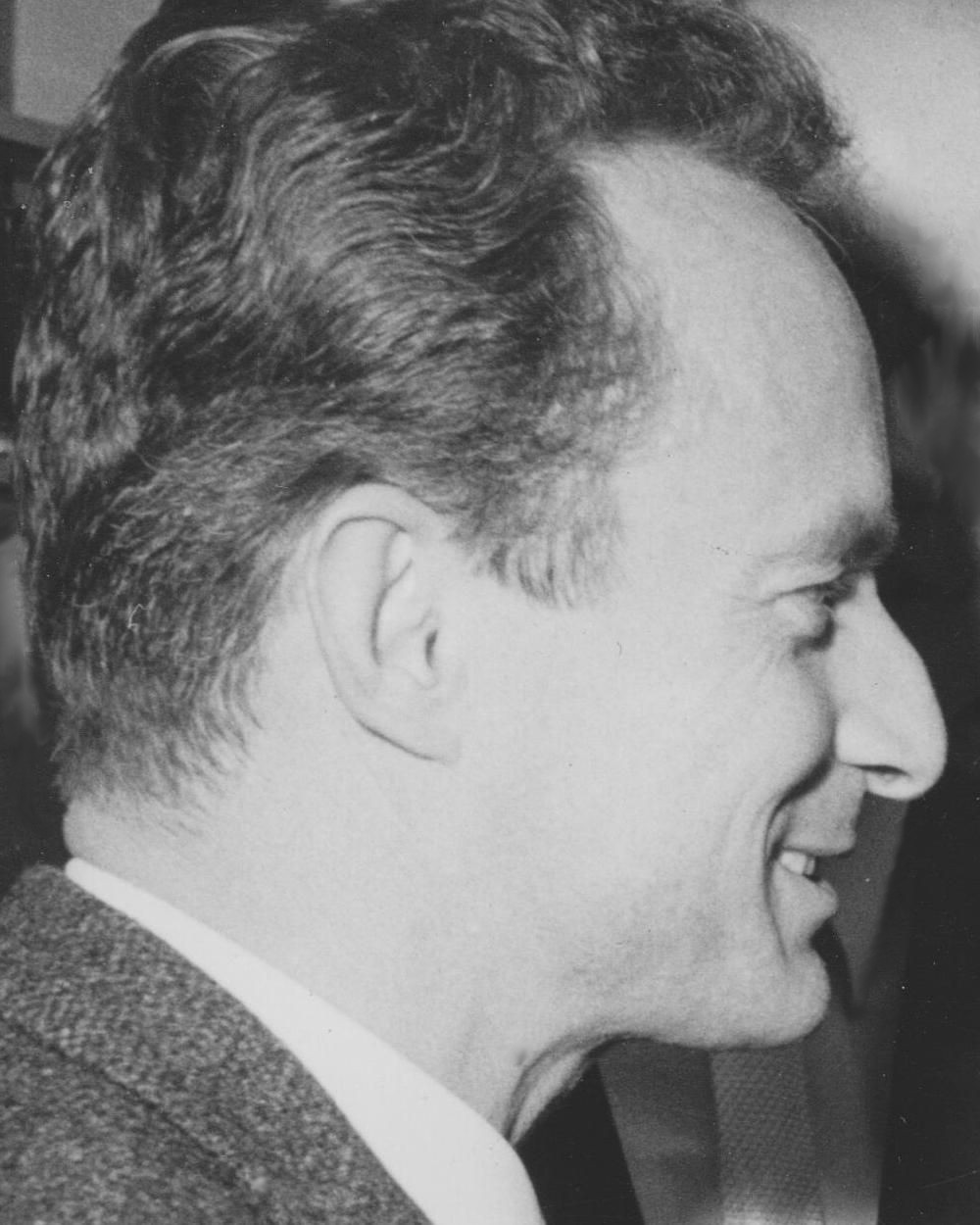
Helmar Krupp, 1966 in Göttingen

Helmar Krupp (* 1. Juni 1924 in Stary Targ; † 13. April 2007) war ein deutscher Physiker und Wissenschaftspolitiker. Er engagierte sich als Gesellschafts- und Innovationsforscher und Gründungsdirektor des Fraunhofer-Instituts für System- und Innovationsforschung (ISI). Er gilt als Erfinder des modernen Fraunhofer-Modells.

## Leben
Nach dem Studium der Physik an der Friedrich-Schiller-Universität Jena wurde er 1953 mit einer Arbeit über die thermomagnetische Sauerstoffmessung an der TH Karlsruhe zum Dr. Ing. promoviert, im Jahre 1967 habilitierte er sich in Karlsruhe mit der englischsprachigen Schrift „Particle Adhesion“. und wurde dort apl. Professor. Er wirkte 1971 am Battelle-Institut in Frankfurt am Main. Helmar Krupp war von 1971 an für die Fraunhofer-Gesellschaft tätig. Er gründete 1972 das Fraunhofer-Institut für System- und Innovationsforschung in Karlsruhe. Er baute das Institut zu einem international renommierten Zentrum für Innovationsforschung aus und war deren Leiter bis zu seiner Emeritierung 1989. Zusammen mit Max Syrbe und Klaus Schröter war er maßgeblich an der Ausrichtung der heutigen Fraunhofer-Gesellschaft als angewandte Forschungseinrichtung beteiligt.
1990 und 1992 war der emeritierte Professor an der Universität Karlsruhe Gastprofessor der Universität Tokyo. Bekannt wurde er neben seiner Arbeit am ISI vor allem mit seinem Buch „Zukunftsland Japan. Globale Evolution und Eigendynamik“, in dem er sich mit der Dynamik des modernen Japans auseinandersetzt.
Er nahm zu anstehenden technischen und gesellschaftlichen Entwicklungen oft einen entschiedenen Standpunkt ein oder unterstützte entsprechende Aufrufe. So dämpfte er 1984 die Erwartungen bezüglich des Aufbaus neuer Arbeitsplätze durch die Mikroelektronik. Doch für die Telekommunikation würde diese
neue Technologie wesentliche Veränderungen bringen.
Im Jahre 1997, als er seine berufliche Laufbahn in der Zukunftsforschung beendete, äußerte er sich skeptisch zur Rolle der Untersuchungen zur Technikfolgen-Abschätzung. Nach seinem Eindruck gehe die Richtung dahin, dass sie „zu einem manipulierbaren Marketingwerkzeug für die Großtechnik zu verkommen“ könnte.
Einen Aufruf an den Bundespräsidenten Roman Herzog zu seiner „Berliner Rede“ unterschrieb er 1997, als es darum ging, bestehende Möglichkeiten in Deutschland auszunutzen und zu entwickeln. Im Jahre 2001 unterzeichnete er einen Aufruf an den US-Präsidenten George W. Bush. Zuletzt lebte Krupp in Weingarten.

## Auszeichnungen
- 1967 DECHEMA-Preisträger „Theoretische und experimentelle Arbeiten über das Haften von Teilchen an Festkörperoberflächen“

## Schriften
- Bestimmung der allgemeinen Lösung der Schrödinger-Gleichung für Coulomb-Potential. Akademie-Verlag, 1950
- Theorie der thermomagnetischen Sauerstoffmessung. Karlsruhe 1953
- Technikpolitik angesichts der Umweltkatastrophe. Physica Verlag, 1990, ISBN 3-7908-0493-2.
- Energy Politics and Schumpeter Dynamics: Japan’s Policy Between Short-term Wealth and Long-term Global Welfare. Springer-Verlag 1992, ISBN 3-540-70104-4, zusammen mit I. Furugaki, K. Fujime, H. Funabashi
- Zukunftsland Japan. Globale Evolution und Eigendynamik. Wissenschaftliche Buchgesellschaft Darmstadt 1996, ISBN 3-534-12307-7.